# (490) Veritas
Pour les articles homonymes, voir Veritas.
(490) Veritas est un astéroïde de la ceinture principale découvert par Max Wolf le 3 septembre 1902.

## Étymologie
L'astéroïde doit son nom à Veritas, déesse romaine et personnification de la vérité.